# Lingue pirenaico-mozarabiche
Le lingue pirenaico-mozarabiche sono un ramo delle lingue romanze, gruppo delle lingue ibero-romanze.
Vi appartengono soltanto due lingue:
- l'Aragonese;
- La lingua mozarabica, oggi estinta.